# Науковий факт
Наукові факти — відбиті свідомістю факти дійсності, причому перевірені, осмислені та зафіксовані мовою науки у вигляді емпіричних суджень. Складова наукового знання, що відображає об'єктивні властивості речей і процесів, на основі яких визначаються закономірності явищ, вибудовують теорії, формулюють закони. Первинний опис, узагальнення, систематизація зібраних фактів — це характерні ознаки емпіричного пізнання. Факти мають науково-пізнавальну цінність тільки в тих випадках, коли вони систематизовані, між ними розкриті невипадкові залежності та визначені причини наслідків.